# Gellu Naum
Gellu Naum (1 de agosto de 1915 - 29 de septiembre de 2001) fue un poeta, dramaturgo, novelista, autor de libros para niños, y traductor rumano. Es conocido especialmente por haber fundado el grupo surrealista rumano. La artista Ligia Naum, su esposa, fue la inspiración para el personaje principal de su novela de 1985, "Zenobia".

## Biografía
Nacido en Bucarest, fue hijo del poeta Andrei Naum (quien fue reclutado por el ejército rumano en la Primera Guerra Mundial, y murió en la Batalla de Mărăşeşti), y de su esposa María. En 1933, empezó a estudiar la carrera de filosofía en la Universidad de Bucarest. En 1938, partió para Francia, en donde continuó sus estudios, en la Universidad de París. Obtuvo el título de doctor en filosofía con una tesis acerca del filósofo escolástico Pierre Abelard.
En 1936, (el año cuando publicó su primer libro) Naum conoció a Victor Brauner, quien pasó a ser su amigo cercano, y más tarde le introdujo al poeta francés André Breton, y a su círculo surrealista de París. 
En 1941, contribuyó a la formación del grupo de surrealistas de Bucarest (que incluía a Gherasim Luca, Paul Păun, Dolfi Trost, y Virgil Teodorescu). Naum fue reclutado en el Ejército Rumano durante la Segunda Guerra Mundial, sirviendo en el Frente Oriental después de la Operación Barbarroja (véase Rumania durante la Segunda Guerra Mundial). Marcado por sus experiencias durante la guerra, obtuvo una licencia absoluta en 1944, después de ponerse enfermo. 
En diciembre de 1947, el grupo surrealista no pudo hacer frente a las vicisitudes causadas por la ocupación soviética de Rumania y el control político de los comunistas. A Naum se le prohibió publicar algún libro original, menos los libros para niños, ya que el realismo socialista se había convertido en la política cultural oficial de Rumania. Entre 1950 y 1953, Naum enseñó filosofía en el Instituto Agronómico de Bucarest, trabajando también como traductor. Tradujo obras de Samuel Beckett, René Char, Denis Diderot, Alexandre Dumas, père, Julien Gracq, Victor Hugo, Franz Kafka, Gérard de Nerval, Jacques Prévert, Stendhal, y Jules Verne.
Resumió su carrera literaria en 1968, aprovechando la relativa liberalización cultural que trajo al principio el régimen de Nicolae Ceauşescu. 
Después de la Revolución rumana de 1989, viajó al extranjero, lecturando en Francia, Alemania, Suiza y Holanda. En 1995, el Servicio Alemán de Intercambio Académico lo nombró erudito de la Universidad de Berlín. Naum pasó sus años finales en su lugar de retiro de Comana.

## Obras
- Drumeţul incendiar ("El viajero incendiario"; poemas, ilustrado por Victor Brauner), Bucarest, 1936
- Vasco de Gama, (poemas, ilustrado por Jacques Hérold), Bucarest, 1940
- Culoarul somnului, ("El corredor del sueño"; poemas, ilustrado por Victor Brauner), Bucarest, 1944
- Medium (prosa), Bucarest, 1945
- Critica mizeriei ("La crítica de la miseria"; manifiesto, coescrito con Paul Păun y Virgil Teodorescu), Bucarest, 1945
- Teribilul interzis ("El terrible prohibido"; drama, ilustrado por Paul Păun), Bucarest, 1945
- Spectrul longevităţii: 122 de cadavre ("El espectro de la longevidad: 122 cadáveres"; drama, coescrito con Virgil Teodorescu), Bucarest, 1946
- Castelul Orbilor ("El castillo de los ciegos"; drama), Bucarest, 1946
- L'infra-noir ("Infra-negro"; manifiesto, coescrito con Gherasim Luca, Paul Păun, Virgil Teodorescu, y Dolfi Trost), Bucarest, 1947
- Éloge de Malombra - Cerne de l'amour absolu ("Elogio de Malombra - El círculo negro del amor absoluto"; manifesto, coescrito con Gherasim Luca, Paul Păun, y Dolfi Trost), Bucarest, 1947
- Athanor (poemas), Bucarest, 1968
- Poetizaţi, poetizaţi... ("Poetizad, Poetizad..."; prosa), Bucarest, 1970
- Copacul-animal ("El árbol-animal"; poemas), Bucarest, 1971
- Tatăl meu obosit ("Mi padre cansado"; poemas), Bucarest, 1972
- Poeme alese ("Poemas seleccionados"; poemas), Bucarest, 1974
- Cărţile cu Apolodor ("Los libros con Apolodoro", poemas para niños), Bucarest, 1975
- Descrierea turnului ("La descripción de la torre"; poemas), Bucarest, 1975
- Insula. Ceasornicăria Taus. Poate Eleonora ("La isla. La relojería Taus. A lo mejor Eleonora"; drama), Bucarest, 1979
- Partea cealaltă ("El otro lado"; poemas), Bucarest, 1980
- Zenobia (novela), Bucarest, 1985
- Malul albastru ("La orilla azul"; prosa), Bucarest, 1990
- Faţa şi suprafaţa, urmat de Malul albastru ("Faz y superficie, seguido por la Orilla azul", poemas), Bucarest, 1994
- Focul negru ("El fuego negro"; poemas), Bucarest, 1995
- Sora fântână ("La fuente hermana"; poemas), Bucarest, 1995
- Întrebătorul ("El preguntón"; prosa), Bucarest, 1996
- Copacul-animal, urmat de Avantajul vertebrelor ("El árbol-animal, seguido por la Ventaja de las vértebras"), Cluj-Napoca, 2000
- Ascet la baraca de tir ("Asceta en la barraca del campo de tiro"; poemas), Bucarest, 2000